# Тамаш Кадар
Тамаш Кадар (мађ. Kádár Tamás; Веспрем, 14. март 1990) мађарски професионални фудбалер који игра у мађарској првој лиги за МТК из Будимпеште. Он је дефанзивац и подједнако је способан као централни или леви бек. Дебитовао је за Залаегерсег ТЕ са 16 година и игра у о је у различитим репрезентативним категоријама представљајући Мађарску.

## Каријера

### Залаегерсег
Кадар је дебитовао за Залаегерсег ТЕ 2006. године.  Клубови из Премијер лиге Болтон вондерерс и Њукасл јунајтед су му понудили уговоре у децембру 2007. године, он је прихватио понуду Њукасла. За Залаегерсзег ТЕ имао је 14 лигашких наступа, четири наступа домаћег купа и два у Интертото купу.

### Њукасл
Кадаров трансфер је био одобрен зато што је Мађарска чланица Европске уније. Обично, играч мора бити стар најмање 18 година, али унутар ЕУ играчи могу бити трансферисани већ са 16 година.
Локалне вести у Њукаслу су извештавале извештавале да је Кадар присуствовао утакмици резервиста у Њукаслу 8. јануара 2008. и да ће ускоро потписати уговор са клубом. Постао је трећи млади играч који је потписао за Њукасл тог јануара, после Бена Тозера и Веслија Нго Бахенга. Упркос кашњењу услед отказа Сему Алардајсу, трансфер је потврђен 18. јануара, истог дана када је Кевин Киган представљен као менаџер за свој други мандат.
Током сезоне 2008/09, Кадар је углавном играо за резервни тим, али је био на клупи за утакмицу Њукасла против Ливерпула и ФА Куп меч против Хал Ситија.
Доживео је прелом ноге 21. јануара 2009. на утакмици резервног тима против Сандерленда, што га је избацило из игре на шест месеци.
Вратио се 11. јула 2009, помажући Њукаслу да победи Шамрок Роверсе са 3 : 0 у првој предсезонској утакмици. Дебитовао је за први тим у победи над Хадерсфилдом од 4 : 3 у Лига купу у августу, а затим и у лиги 31. августа у победи од 1 : 0 против Лестер Ситија. Иако је био иза Стивена Тејлора и Фабрисија Колочинија у тиму, показао је добре игре када год га је менаџер Крис Хјутон поставио у тим, нарочито када су Тејлор и Колочини били повређени.
У сезони 2010–2011, добио је шансу у Лига купу против Акрингтон Стенлија, где је Њукасл победио са 3 : 2. У сезони 2011/12, Кадар је био ближе првом тиму због повреда Колочинија и Тејлора.
Њукасл јунајтед га је пустио 1. јуна 2012. године.

### Хадерсфилд Таун
Дана 10. јануара 2011, Кадар је отишао на позајмицу и потписао за Хадерсфилд Таун из енглеске прве фудбалске лиге, којим је управљао Ли Кларк, који је био тренер у Њукаслу, када је Кадар првобитно потписао за Магпајс. Кадар је у Хадерсфилду дебитовао у победи од 3 : 2 над Плимут аргајлом на стадиону Галфарм, већ следећег дана од потписивањаследећег дана. Након повреде задобијене на утакмици код Волсола, вратио се у Њукасл.

### Рода
Након успешног пробног периода, Кадар је званично потписао уговор са холандским клубом Ередивисије Рода ЈК Керкраде 7. августа 2012. године. Иако је у сезони 2012/13 Ередивисије Кадар одиграо 11. мечева, желео је да добије више могућности за игру, па га је Рода позајмио мађарском клубу Диошђер до краја сезоне 2012/13.

### Диошђер
Дана 3. јуна 2013, Кадар је потписао уговор са мађарским лигашким клубом Диошђер ВТК након што је одиграо 13 мечева и постигао 1 гол у сезони 2012/13. у Мађарској лиги.

### Лех Познањ
Дана 29. јануара 2015, Кадар је потписао уговор са  пољским Екстракласа клубом Лех Познањ. Са пољским клубом потписао је уговор на три и по године.
У сезони Екстракласе 2015/16, Кадар је одиграо 29 утакмица и исте сезоне 4 наступа у Купу Пољске.

### Динамо Кијев
Дана 10. фебруара 2017, Кадар је потписао четворогодишњи уговор са украјинским шампионом Динамом Кијев.

### Ујпешт
Дана 10. фебруара 2022, Кадар се вратио у Мађарску и потписао уговор са Ујпештом.

### Пакш
Дана 14. јула 2022. Кадар је потписао уговор са Пакшом.

### МТК
Дана 15. јуна 2023. објављено је да је Кадар потписао уговор са МТК из Будимпеште.

### Репрезентација
Дана 12. маја 2008, Кадар је примио свој први позив у сениорски тим Мађарске, иако није играо на самој утакмици. Такође је позван је у екипу У21 за неколико квалификација за Европско првенство 2011. године. Дана 17. новембра 2010. Кадар је одиграо своју прву утакмицу за национални тим против Литваније на стадиону Шошто у Секешфехервару, у Мађарској. Коначан резултат био је 2 : 0 за Мађарску. Играо је и у мечу који је резултирао победом над Лихтенштајном резултатом 5 : 0 на стадиону Пушкаш Ференц такође у Мађарској.
Кадар је стекао репутацију дефанзивца који је, док се кретао по левој страни од одбране, могао успешно да уочи и асистира у брзом контранападу. Дана 16. октобра 2012. против Турске имао је баш такву асистенцију Салаију што је резултирало другим голом Мађара. Исто тако асистирао је Данијелу Бедеу против Фарских острва и Тамашу Прискину против Норвешке.
Кадар је изабран за селекцију Мађарске за Европско првенство 2016. године.
Дана 14. јуна 2016, Кадар је играо у првој утакмици у групи у победи над Аустријом резултатом 2 : 0 на утакмици Групе Ф УЕФА Еуро 2016 на стадиону у Бордоу, Француска. Три дана касније, 18. јуна 2016, играо је нерешено 1 : 1 против Исланда на стадиону Стаде Велодром у Марсеју.

## Достигнућа
Њукасл јунајтед
- Фудбалска лига Чемпионшип: 
  - шампион: 2009/10.

Диошђер
- Лига куп Мађарске у фудбалу:
  - шампион: 2013/14.

Лех Познањ
- Екстракласа:
  - шампион: 2014/15.

Динамо Кијев
- Суперкуп Украјине у фудбалу: 
  - победник: 2018. и 2019.

Шандонг Луненг
- Кинески куп ФСК: 
  - победник: 2020.[35]

Репрезентација
Ажурирано 21. јун 2019.
| Репрезентација | Година | Ута | Голови |
| -------------- | ------ | --- | ------ |
| Мађарска       | 2010.  | 1   | 0      |
| Мађарска       | 2011.  | 1   | 0      |
| Мађарска       | 2012.  | 5   | 0      |
| Мађарска       | 2013.  | 8   | 0      |
| Мађарска       | 2014.  | 5   | 0      |
| Мађарска       | 2015.  | 8   | 0      |
| Мађарска       | 2016.  | 9   | 0      |
| Мађарска       | 2017.  | 8   | 1      |
| Мађарска       | 2018.  | 8   | 0      |
| Мађарска       | 2019.  | 4   | 0      |
| Укупно         | Укупно | 57  | 1      |

Скор и резултати прво наводе зброј голова Мађарске, колона са резултатом показује резултат након сваког поготка Кадара.
| Бр. | Датум            | Стадион                             | Противник | Скор  | Резултат | Такмичење                 |
| --- | ---------------- | ----------------------------------- | --------- | ----- | -------- | ------------------------- |
| 1   | 31. август 2017. | Групама арена, Будимпешта, Мађарска | Летонија  | 1 : 0 | 3 : 1    | Квалификације за СП 2018. |